# ティセムシルト
ティセムシルト（アラビア語: تسمسيلت、Tissemsilt）はアルジェリアの都市である。基礎自治体であり、ティセムシルト県の県都である。

## 地理
セルスー高原北部、標高約900mの高地に位置する。

## 交通

### 道路
- 国道14号線 (アルジェリア)（フランス語版）（N14号）
- 国道19号線 (アルジェリア)（フランス語版）（N19号）